# Okres predynastyczny i protodynastyczny w Egipcie
Okres predynastyczny – okres przedhistoryczny starożytnego Egiptu bezpośrednio poprzedzający panowanie I dynastii, w którym występują kultury Nagada I, II i III, przy czym okres kultury Nagada III pokrywa się w znacznej części z panowaniem I dynastii.

## Zarys dziejów politycznych

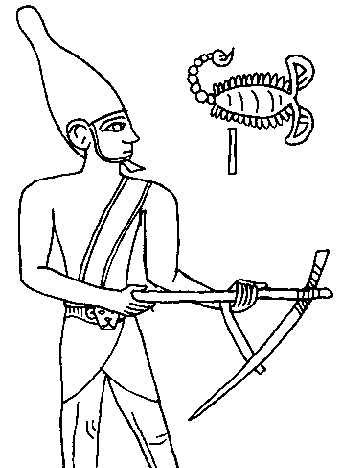
Wizerunek króla Skorpiona z maczugi z Hierakonpolis

Z powodu braku źródeł pisanych niemożliwe jest dokładne przedstawienie historii politycznej tego okresu. Opierając się na badaniach archeologicznych i późniejszych przekazach historycznych można stwierdzić, że jakiś czas przed zjednoczeniem Egipt był podzielony na dwa królestwa: Północne ze stolicą w Buto i Południowe ze stolicą w Nechen (Hierakonpolis), a potem Tinis (Abydos). M. Marciniak pisze: „Źródła określają władców tych dwóch na wpół legendarnych królestw mianem Sług Horusa lub Towarzyszy Horusa. (...) O panowaniu władców tych dwóch królestw mamy bardzo mało wiadomości. Skąpe wzmianki, jakie spotykamy (...) nie pozwalają na szersze omówienie tych czasów”. W ciągu stulecia lub dwóch okresu predynastycznego występują królowie, określani przez historyków jako dynastia zerowa. M. Stepień zauważa: „Różne tradycje podają imiona półboskich władców sprzed I dynastii, przy czym nie ma nawet zgodności pod jakim rzeczywistym imieniem oni panowali ani, czy też wszyscy byli królami i jak dużych części Egiptu”.
Znane są imiona tylko dwóch władców dynastii 0. Jest to król Ka' i król Skorpion – obaj władali tylko Górnym Egiptem w okresie Nagada IIIb. Zdaniem części badaczy ostatnim władcą dynastii 0 był Narmer, jednak część historyków uważa, że Narmer jest pierwszym władcą I dynastii. Skorpion podjął działania mające na celu zjednoczenie obu królestw, jednak najprawdopodobniej nie osiągnął celu, choć rozszerzył swoje panowanie aż do Memfis. Dopiero jego następca, Narmer, dokonał zjednoczenia obu królestw.
| G5 |

| G5 |

| kA |

| kA |

| kA |

| kA |

| G5 |

| G5 |

| kA |

| kA |

| kA |

| kA |

Imię Króla Ka' zapisane hieroglifami

## Chronologia
Jeszcze w I poł. XX wieku w historiografii okres ten był określany jako „kultura amrańska” i „kultura gerzeńska”, terminy te zostały zastąpione przez Nagada I, II. Ostatecznie wyróżniono trzy fazy kultury Nagada. Okres Nagada III podzielono na cztery podokresy:
- Nagada IIIa – dawniej zaliczana do tzw. późnej kultury gerzeńskiej. Z tego okresu pochodzą bogate groby z Abydos (np. Thinis), świadczące o przeniesieniu do tego miasta siedziby władców z Hierakonpolis (np. Nechen). Niektórzy postulują istnienie w tym czasie dynastii 00, wyodrębnionej z dynastii 0.
- Nagada IIIb – zwana również okresem protodynastycznym, w której następuje przejście do czasów historycznych – pojawiają się pierwsze serechy – tablice podzielone na dwie części, górną zawierającą imię władcy i dolną z przedstawieniem pałacu. Obejmuje panowanie dynastii 0.
- Nagada IIIc – obejmuje panowanie I dynastii.
- Nagada IIId – obejmuje panowanie II dynastii.

Obecnie w historiografii używa się terminologii Okres predynastyczny, jak i Okres Nagada III faza b na kreślenie tego samego etapu w dziejach Egiptu. W szerszym znaczeniu Okres predynastyczny odnosi się do wszystkich kultur przełomu epipaleolitu i neolitu na terenie Egiptu.

### Starsze kultury okresu predynastycznego
W. Chmielewski wymienia następujące kultury w okresie pradziejów Egiptu:
- kultura kormusańska – kultura istniejąca pomiędzy 25 a 14 tys. p.n.e.
- kultura halfiańska – kultura istniejąca pomiędzy 17 a 14 tys. p.n.e.

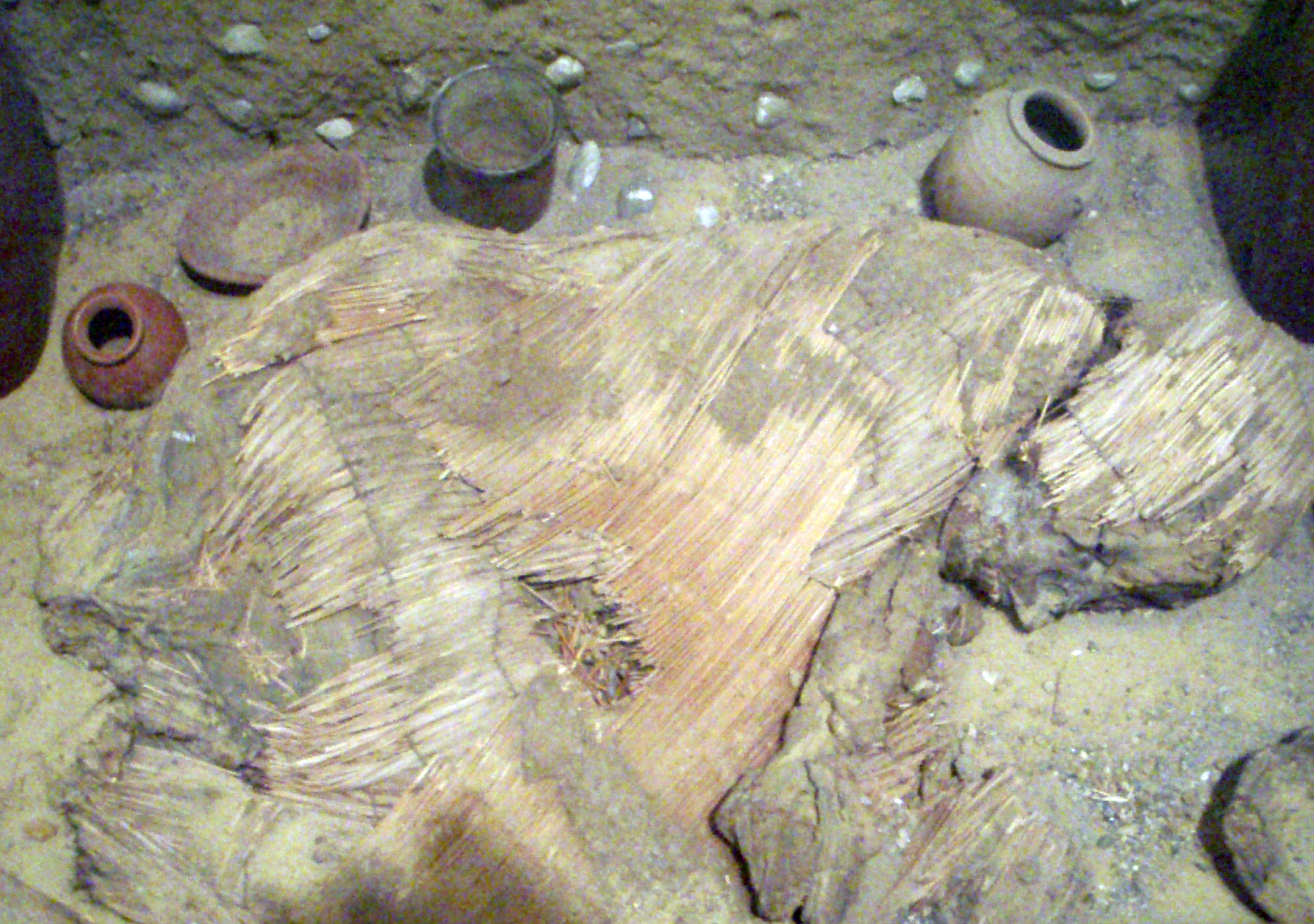
Rekonstrukcja grobu z okresu predynastycznego w Royal Ontario Museum

- kultura aterska – kultura istniejąca pomiędzy 15 a 13 tys. p.n.e.
- tradycja kulturowa katarakty – termin wprowadzony przez J. Schinera na określenie kilkudziesięciu stanowisk na północ i południe od 2 katarakty, kultura istniejąca pomiędzy 17 a 3 tys. p.n.e. Tradycja kulturowa katarakty została podzielona na fazy:
  - faza Gemain
  - faza qudańska
  - faza abkańska
- kultura sebilska – kultura istniejąca pomiędzy 13 a 9 tys. p.n.e.
- krąg kulturowy iberomauretanski (oranski) – występujący na obszarze Maghrebu i północnej Sahary.
- kultura natufiańska – kultura istniejąca pomiędzy 9 a 8 tys. p.n.e. (zob. kultura Heluan)
- kultury wczesnego holocenu.
- okres Nagada I – zwany również kulturą amrańską, trwał w przybliżeniu 500 lat, od ok. 4000 do 3500 r. p.n.e. W okresie tym wyróżniane są podokresy a, b oraz c.
- okres Nagada II – zwany również kulturą gerzeńską, rozwijająca się terenach starożytnego Egiptu przez w przybliżeniu 300 lat, od ok. 3500 do 3200 r. p.n.e. W okresie tym wyróżniane są podokresy a, b oraz c.